# Sportgemeinschaft Sonnenhof Großaspach 2014-2015
Questa voce raccoglie le informazioni riguardanti la Sportgemeinschaft Sonnenhof Großaspach nelle competizioni ufficiali della stagione 2014-2015.

## Stagione
Nella stagione 2014-2015 il Sonnenhof Grossaspach, allenato da Rüdiger Rehm e Uwe Rapolder, concluse il campionato di 3. Liga al 15º posto.

## Rosa
| N. |                      | Ruolo | Calciatore          |
| -- | -------------------- | ----- | ------------------- |
| 1  | Germania (bandiera)  | P     | Kevin Kunz          |
| 3  | Germania (bandiera)  | D     | Christian Heinrich  |
| 4  | Germania (bandiera)  | A     | Jan Niklas Schommer |
| 5  | Germania (bandiera)  | D     | Robin Schuster      |
| 6  | Germania (bandiera)  | D     | Sebastian Schiek    |
| 7  | Kosovo (bandiera)    | A     | Shqiprim Binakaj    |
| 8  | Germania (bandiera)  | C     | Pascal Sohm         |
| 9  | Finlandia (bandiera) | A     | Njazi Kuqi          |
| 10 | Germania (bandiera)  | A     | Sahr Senesie        |
| 11 | Germania (bandiera)  | C     | Claudio Bellanave   |
| 13 | Germania (bandiera)  | P     | Christopher Gäng    |
| 15 | Italia (bandiera)    | D     | Felice Vecchione    |
| 16 | Serbia (bandiera)    | P     | Bojan Spasojevic    |
| 17 | Germania (bandiera)  | D     | Martin Cimander     |
| 18 | Germania (bandiera)  | C     | Simon Skarlatidis   |

| N. |                     | Ruolo | Calciatore         |
| -- | ------------------- | ----- | ------------------ |
| 19 | Croazia (bandiera)  | D     | Josip Landeka      |
| 20 | Germania (bandiera) | C     | Michele Rizzi      |
| 21 | Germania (bandiera) | C     | Sebastian Gleißner |
| 22 | Germania (bandiera) | C     | Daniel Hägele      |
| 23 | Austria (bandiera)  | C     | Denis Berger       |
| 25 | Germania (bandiera) | D     | Kai Gehring        |
| 27 | Germania (bandiera) | D     | David Kienast      |
| 28 | Germania (bandiera) | C     | Robin Binder       |
| 29 | Germania (bandiera) | D     | Fabian Aupperle    |
| 30 | Germania (bandiera) | C     | Jeremias Lorch     |
| 31 | Germania (bandiera) | A     | Tobias Rühle       |
| 33 | Germania (bandiera) | A     | Matthias Morys     |
| 34 | Germania (bandiera) | C     | Nicolas Jüllich    |
| 35 | Germania (bandiera) | D     | Julian Leist       |
| 37 | Germania (bandiera) | C     | Mirko Schuster     |

## Organigramma societario
Area tecnica
- Allenatore: Rüdiger Rehm
- Allenatore in seconda: Mike Krannich
- Preparatore dei portieri: Georg Koch
- Preparatori atletici: Sissi Stättmayer

## Calciomercato

### Sessione estiva
| Acquisti | Acquisti          | Acquisti          | Acquisti |
| R.       | Nome              | da                | Modalità |
| -------- | ----------------- | ----------------- | -------- |
| D        | Sebastian Schiek  | Karlsruhe II      |          |
| D        | Josip Landeka     | Darmstadt         |          |
| C        | Claudio Bellanave | Homburg           |          |
| D        | Julian Leist      | Kickers Stoccarda |          |
| C        | Pascal Sohm       | Ulma              |          |
| P        | Bojan Spasojevic  | Augusta U19       |          |

| Cessioni | Cessioni       | Cessioni             | Cessioni |
| R.       | Nome           | a                    | Modalità |
| -------- | -------------- | -------------------- | -------- |
| A        | Michael Renner | Reutlingen           |          |
| C        | Johannes Fiand | Bahlinger SC         |          |
| D        | Dennis Grab    | Sonnenhof G. II      |          |
| C        | Luca Jungbluth | SVN Zweibrücken      |          |
| C        | Moritz Kuhn    | Sandhausen           |          |
| A        | Daniel Lang    | Kickers Stoccarda II |          |

### Sessione invernale
| Acquisti | Acquisti        | Acquisti         | Acquisti |
| R.       | Nome            | da               | Modalità |
| -------- | --------------- | ---------------- | -------- |
| C        | Mirko Schuster  | Karlsruhe        |          |
| D        | Fabian Aupperle | Hoffenheim II    |          |
| A        | Njazi Kuqi      | Olympiakos Volos |          |
| A        | Matthias Morys  | RB Lipsia        |          |
| C        | Jeremias Lorch  | SGV Freiberg     |          |

| Cessioni | Cessioni       | Cessioni          | Cessioni |
| R.       | Nome           | a                 | Modalità |
| -------- | -------------- | ----------------- | -------- |
| A        | Manuel Fischer | Kickers Stoccarda |          |
| A        | Cidimar        | Bienne            |          |

## Risultati

### 3. Liga

#### Girone di andata
| Arbitro: | Dietz |

|                       |           |             |
| Rühle 41’ Senesie 73’ | Marcatori | 22’ Pazurek |

| Arbitro: | Badstübner |

|          |           |             |
| Grote 2’ | Marcatori | 11’ Senesie |

| Arbitro: | Osmers |

|           |           |             |
| Rizzi 45’ | Marcatori | 41’ Soriano |

| Arbitro: | Bokop |

|                                         |           |          |
| Erb 41’ (rig.) Voglsammer 61’ Köpke 67’ | Marcatori | 18’ Sohm |

| Aspach 22 agosto 2014, ore 19:00 CEST 5ª giornata | Sonnenhof G. | 0 – 0 referto | Borussia Dortmund II | Mechatronik Arena (1 934 spett.)\| Arbitro: \| Jöllenbeck \| |
| Arbitro:                                          | Jöllenbeck   |               |                      |                                                              |

| Arbitro: | Koslowski |

|            |           |                                      |
| Srbeny 24’ | Marcatori | 5’ Sohm 8’ Senesie 48’ (aut.) Krauße |

| Arbitro: | Treiber |

|                                        |           |                                      |
| Skarlatidis 12’ Senesie 72’ Schiek 83’ | Marcatori | 31’ Leibold 58’ Breier 62’ Baumgartl |

| Arbitro: | Mix |

|                  |           |  |
| Pospěch 44’, 51’ | Marcatori |  |

| Arbitro: | Cortus |

|           |           |                               |
| Rizzi 36’ | Marcatori | 25’, 90’ Eilers 57’ Comvalius |

| Arbitro: | Schwermer |

|                                         |           |                  |
| Kara 5’ Reichwein 58’ (rig.) Krohne 90’ | Marcatori | 26’ (rig.) Rizzi |

| Arbitro: | Storks |

|                  |           |           |
| Rizzi 40’ (rig.) | Marcatori | 88’ Aydın |

| Arbitro: | Koslowski |

|                                    |           |            |
| Wirlmann 19’ Heider 23’ Kazior 47’ | Marcatori | 87’ Schiek |

| Arbitro: | Kempkes |

|  |           |                                       |
|  | Marcatori | 33’ Vunguidica 66’ Book 80’ Benyamina |

| Arbitro: | Siewer |

|                         |           |  |
| Franziskus 15’ Kurz 84’ | Marcatori |  |

| Arbitro: | Huber |

|                    |           |  |
| Thee 18’ Menga 87’ | Marcatori |  |

| Arbitro: | Waschitzki-Günther |

|                                         |           |             |
| Fischer 27’ Binakaj 47’ Skarlatidis 88’ | Marcatori | 42’ Nedelev |

| Arbitro: | Schriever |

|  |           |                             |
|  | Marcatori | 88’ Cidimar 90’ Skarlatidis |

| Arbitro: | Heft |

|             |           |  |
| Fischer 55’ | Marcatori |  |

| Arbitro: | Bokop |

|                      |           |  |
| Klos 9’ Schuppan 81’ | Marcatori |  |

#### Girone di ritorno
| Arbitro: | Koslowski |

|                                          |           |  |
| Rahn 31’ Kessel 66’ Kialka 82’ Cauly 90’ | Marcatori |  |

| Arbitro: | Huber |

|                  |           |            |
| Rizzi 17’ (rig.) | Marcatori | 26’ Janjić |

| Arbitro: | Badstübner |

|                                      |           |  |
| Braun-Schumacher 30’ Engelbrecht 79’ | Marcatori |  |

| Arbitro: | Bandurski |

|           |           |                                            |
| Rühle 11’ | Marcatori | 17’ Gąska 52’ Köpke 55’ Widemann 62’ Götze |

| Arbitro: | Bokop |

|  |           |                  |
|  | Marcatori | 41’ (rig.) Rizzi |

| Arbitro: | Schult |

|           |           |              |
| Rühle 74’ | Marcatori | 21’ Ruprecht |

| Arbitro: | Cortus |

|                                        |           |           |
| Haggui 42’ Ginczek 68’, 71’ Breier 81’ | Marcatori | 66’ Rühle |

| Arbitro: | Alt |

|                              |           |                        |
| Rizzi 32’ (rig.) Gehring 75’ | Marcatori | 65’ Möhrle 85’ Mimbala |

| Arbitro: | Schröder |

|  |           |           |
|  | Marcatori | 67’ Morys |

| Arbitro: | Sather |

|                 |           |             |
| Skarlatidis 77’ | Marcatori | 31’ Schmidt |

| Arbitro: | Badstübner |

|  |           |             |
|  | Marcatori | 90’ Senesie |

| Arbitro: | Mix |

|           |           |           |
| Rizzi 37’ | Marcatori | 2’ Heider |

| Arbitro: | Siewer |

|  |           |             |
|  | Marcatori | 63’ Senesie |

| Arbitro: | Koslowski |

|                       |           |            |
| Gehring 25’ Rizzi 88’ | Marcatori | 27’ Königs |

| Arbitro: | Schlager |

|              |           |  |
| Aupperle 84’ | Marcatori |  |

| Arbitro: | Göpferich |

|                                  |           |            |
| Ihrig 20’ Klement 34’ Parker 79’ | Marcatori | 45’ Hägele |

| Arbitro: | Waschitzki-Günther |

|                              |           |           |
| Gehring 77’ Rizzi 84’ (rig.) | Marcatori | 45’ Kruse |

| Arbitro: | Schwermer |

|                                 |           |  |
| Binakaj 55’ (aut.) Cincotta 88’ | Marcatori |  |

| Arbitro: | Sather |

|  |           |            |
|  | Marcatori | 76’ Müller |

## Statistiche

### Statistiche di squadra
| Competizione | Punti | In casa | In casa | In casa | In casa | In casa | In casa | In trasferta | In trasferta | In trasferta | In trasferta | In trasferta | In trasferta | Totale | Totale | Totale | Totale | Totale | Totale | DR  |
| Competizione | Punti | G       | V       | N       | P       | Gf      | Gs      | G            | V            | N            | P            | Gf           | Gs           | G      | V      | N      | P      | Gf     | Gs     | DR  |
| ------------ | ----- | ------- | ------- | ------- | ------- | ------- | ------- | ------------ | ------------ | ------------ | ------------ | ------------ | ------------ | ------ | ------ | ------ | ------ | ------ | ------ | --- |
| 3. Liga      | 46    | 19      | 6       | 9       | 4       | 24      | 26      | 19           | 6            | 1            | 12           | 15           | 34           | 38     | 12     | 10     | 16     | 39     | 60     | -21 |
| Totale       | 46    | 19      | 6       | 9       | 4       | 24      | 26      | 19           | 6            | 1            | 12           | 15           | 34           | 38     | 12     | 10     | 16     | 39     | 60     | -21 |

### Andamento in campionato
| Giornata  | 1 | 2 | 3 | 4  | 5  | 6 | 7 | 8  | 9  | 10 | 11 | 12 | 13 | 14 | 15 | 16 | 17 | 18 | 19 | 20 | 21 | 22 | 23 | 24 | 25 | 26 | 27 | 28 | 29 | 30 | 31 | 32 | 33 | 34 | 35 | 36 | 37 | 38 |
| --------- | - | - | - | -- | -- | - | - | -- | -- | -- | -- | -- | -- | -- | -- | -- | -- | -- | -- | -- | -- | -- | -- | -- | -- | -- | -- | -- | -- | -- | -- | -- | -- | -- | -- | -- | -- | -- |
| Luogo     | C | T | C | T  | C  | T | C | T  | C  | T  | C  | T  | C  | T  | T  | C  | T  | C  | T  | T  | C  | T  | C  | T  | C  | T  | C  | T  | C  | T  | C  | T  | C  | C  | T  | C  | T  | C  |
| Risultato | V | N | N | P  | N  | V | N | P  | P  | P  | N  | P  | P  | P  | P  | V  | V  | V  | P  | P  | N  | P  | P  | V  | N  | P  | N  | V  | N  | V  | N  | V  | V  | V  | P  | V  | P  | P  |
| Posizione | 5 | 6 | 5 | 11 | 12 | 8 | 7 | 11 | 12 | 17 | 15 | 16 | 17 | 19 | 19 | 18 | 17 | 15 | 16 | 16 | 17 | 18 | 18 | 17 | 17 | 18 | 17 | 17 | 16 | 16 | 16 | 16 | 15 | 13 | 14 | 13 | 14 | 15 |

Legenda:

Luogo: C = Casa; T = Trasferta. Risultato: V = Vittoria; N = Pareggio; P = Sconfitta.

### Statistiche dei giocatori
| F. Aupperle    | 11 | 1  | 2  | 1 |
| C. Bellanave   | 5  | 0  | 0  | 0 |
| D. Berger      | 13 | 0  | 3  | 0 |
| S. Binakaj     | 34 | 1  | 5  | 0 |
| R. Binder      | 2  | 0  | 0  | 0 |
| C. Cidimar     | 7  | 1  | 2  | 0 |
| M. Cimander    | 1  | 0  | 0  | 0 |
| M. Fischer     | 9  | 2  | 2  | 0 |
| K. Gehring     | 35 | 3  | 12 | 1 |
| S. Gleißner    | 0  | 0  | 0  | 0 |
| N. Granatowski | 6  | 0  | 0  | 0 |
| C. Gäng        | 17 | 0  | 0  | 0 |
| C. Heinrich    | 1  | 0  | 0  | 0 |
| D. Hägele      | 29 | 1  | 3  | 0 |
| N. Jüllich     | 26 | 0  | 6  | 1 |
| D. Kienast     | 28 | 0  | 4  | 1 |
| K. Kunz        | 21 | 0  | 3  | 0 |
| N. Kuqi        | 8  | 0  | 0  | 0 |
| J. Landeka     | 20 | 0  | 3  | 1 |
| J. Leist       | 22 | 0  | 3  | 0 |
| J. Lorch       | 0  | 0  | 0  | 0 |
| M. Morys       | 14 | 1  | 8  | 0 |
| M. Rizzi       | 35 | 10 | 8  | 1 |
| T. Rühle       | 31 | 4  | 8  | 0 |
| S. Schiek      | 22 | 2  | 5  | 0 |
| J. Schommer    | 2  | 0  | 0  | 0 |
| M. Schuster    | 8  | 0  | 3  | 0 |
| R. Schuster    | 9  | 0  | 2  | 0 |
| S. Senesie     | 25 | 6  | 1  | 1 |
| S. Skarlatidis | 38 | 4  | 4  | 0 |
| P. Sohm        | 33 | 2  | 4  | 0 |
| B. Spasojevic  | 0  | 0  | 0  | 0 |
| F. Vecchione   | 16 | 0  | 3  | 0 |